# Uwe Neupert
Uwe Neupert (* 5. srpna 1957 Greiz, NDR) je bývalý východoněmecký zápasník. Většinu úspěchů vybojoval ve volném stylu, zápasil však také v zápase řecko-římském. V roce 1980 vybojoval na olympijských hrách v Moskvě stříbrnou medaili v kategorii do 90 kg. V roce 1988 vybojoval na hrách v Soulu čtvrté místo v kategorii do 100 kg.